# Kendeffy Katinka
Malomvízi gróf Kendeffy Katinka (Kolozsvár, 1830 – Budapest, 1896. május 14.) a Kendeffy családból, az ősi erdélyi nemesi családból származott. Andrássy Gyula felesége, özvegye, ifj. Andrássy Gyula anyja.

## Családja

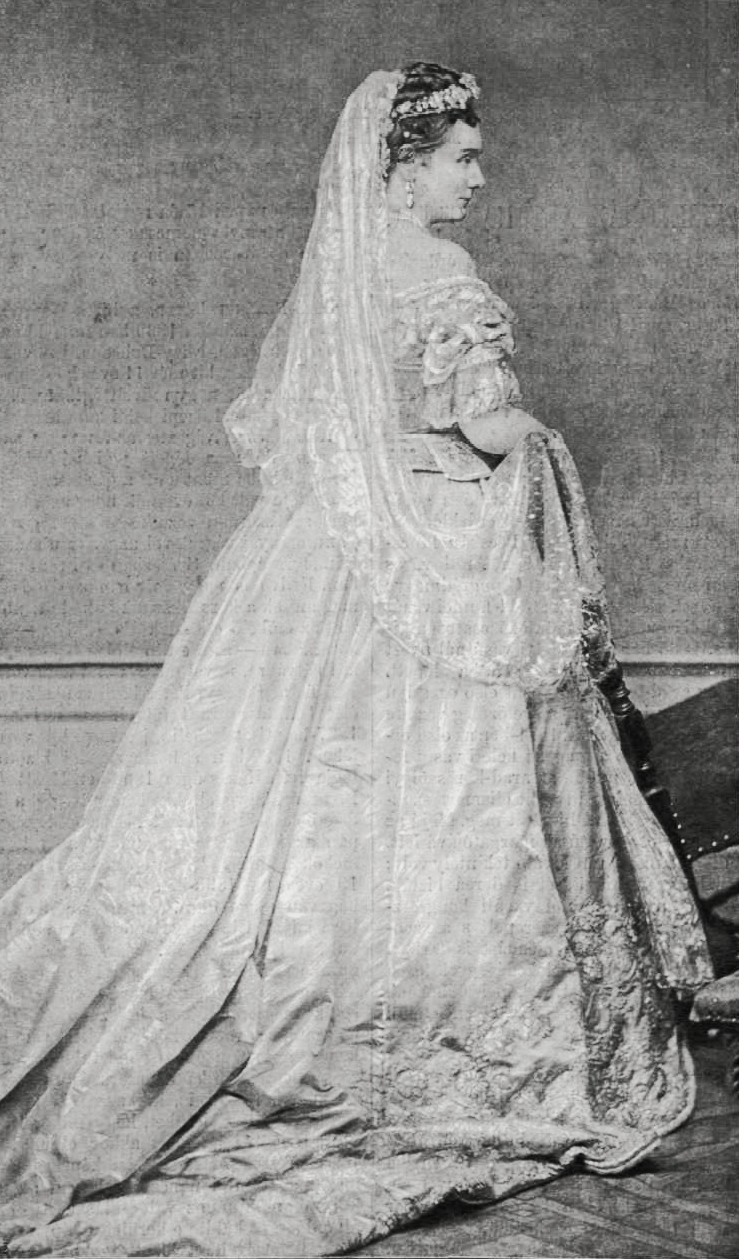
Andrássy Gyuláné I. Ferenc József 1867. évi koronázásakor

A tekintélyes erdélyi főnemesi malomvízi gróf Kendeffy család sarja. Apja malomvízi gróf Kendeffy Ádám (1795–1834), szabadelvű politikus, anyja betleni gróf Bethlen Borbála (1800–1880) asszony volt. A család ősi ágát a 16. századig Kende néven írták, és ekkor vált külön a család ága, és vette fel a Kendeffy nevet. A családból Kendeffy Elek Mária Terézia idejében nyerte el a grófi címet. Az ő unokája volt Ádám, Kendeffy Katinka édesapja. Kendeffy Ádám, báró Wesselényi Miklós barátja volt a megyegyűlésben, és alapítója az 1800-as évek első felében a kolozsvári vívóiskolának is. Anyai nagyszülei betleni gróf Bethlen Farkas (1749–1823) és hídvégi gróf Mikó Katalin (1777–1841) voltak.
A koronázás után Erzsébet királyné („Sisi”) magyar udvarmesternője és meghitt barátnője lett. 1896-ban halt meg.

## Utódai
1856. július 9-én, Párizsban ment nőül id. gróf Andrássy Gyulához, három gyermekük született:
- Tivadar (1857–1905); felesége: zicsi és vázsonykői gróf Zichy Eleonóra (1867–1945)
- Ilona (1858–1952); férje: németújvári gróf Batthyány Lajos (1860–1951)
- Gyula Gábor Manó Ádám (1860–1929); felesége: zicsi és vázsonykői gróf Zichy Eleonóra (1867–1945)